# 歡迎光臨死亡小鎮
《歡迎光臨死亡小鎮》（英語：Dead Silence）是一部2007年美國超自然恐怖電影，由溫子仁執導，雷·沃納爾編劇。影片由瑞安·柯萬騰飾演年輕的鰥夫杰米·阿申，他回到家鄉尋找妻子遇害的真相。影片还由安柏·瓦萊塔、唐尼·華伯格和鲍勃·冈顿主演。
《歡迎光臨死亡小鎮》由环球影业於2007年3月16日在美國院线发行。這部電影片尾纪念了葛雷格·賀夫曼。尽管该片一开始受到了负面评价，但后来还是吸引了一批邪典追捧。

## 剧情
傑米·阿申和他剛新婚、懷有身孕的妻子莉萨收到一份來歷不明的匿名禮物，而這個禮物是一個名為“比利”的腹語人偶，儘管傑米喜歡這個人偶，但是他卻不知道這是即將帶給他一場絕命般的夢魘災害。
某天，傑米在工作結束回來時，他發現他的妻子麗莎已經遇害連同舌頭都被割下來，儘管傑米因涉嫌殺害莉薩而被警方拘捕，但他在警方缺乏證據的情況下被警探吉姆·利普頓給釋放，事後傑米在比利的盒子裡發現一條關於“蕭瑪麗”的神秘信息，於是他回到已經破舊不堪的家乡拜訪他早已關係疏遠、坐著輪椅的父親愛德華和比父亲年輕得多的继母埃拉。傑米在當地殯儀師亨利·沃克的幫助下安排他亡妻莉萨的葬禮。亨利年邁的妻子瑪麗昂在莉薩的喪禮結束時敦促傑米把人偶比利給埋起来免於遭到禍害。傑米照著瑪麗昂的話去做卻反被利普頓給質問，利普頓跟踪傑米觉得他的行為相當很可疑。傑米為了查出莉薩的遇害事件是否跟蕭瑪麗有關的事便找亨利詢問實情，起初亨利不願意向傑米坦白這一切，但他在傑米的追問下只好說出蕭瑪麗的來歷，蕭瑪麗是來自傑米的家族阿申一族的家鄉中最知名也是已故的口技表演者。而她聲稱自己攜帶的一百個人偶（包括人偶比利）都是她的孩子，由於瑪麗沒有親人來繼承她的人偶，所以瑪麗的遺願是將她的遺體變成人偶與她收藏的众多人偶一起埋葬掉。但是有一次，瑪麗在她的劇院公開表演中被一個名叫迈克尔的男孩給粗魯地聲稱看到她的嘴唇在動而被觀眾給侮辱。
結果在幾週後，迈克尔就此失踪下落不明，他的家人將此事歸咎於瑪麗，可是他們卻沒有報警也沒有找到明確的證據更沒有找到迈克尔的遺體之下便唆使村民們對瑪麗處於私刑並且殺害她。但是後來，許多跟迈克尔的家人參與殺害瑪麗的村民們都被殺害並且在舌頭被割掉的情況下變成人偶，連同他們的親人與後代都有相同的遭遇，因為只要看到化為怨靈而附身在變成自己作為人偶的瑪麗時發出叫聲的人都會被她給殺害並且被製作成人偶，而當時還是個孩子的亨利曾看到變成人偶的瑪麗站起來時沒發出聲音而倖免於難。傑米發現迈克尔實際上是他的曾伯父，由於迈克尔是被瑪麗給殺害拿來製作成人偶。因此傑米的曾伯父一家在責怪瑪麗殺害迈克尔卻沒有在適當處理的情況下對她處於私刑並且割掉對方的舌頭。从此瑪麗化為怨靈用同样的手法殺害迈克尔家的所有成員，她打算要將他們家族的血脈徹底斷絕作為復仇，傑米的父親愛德華之所以跟傑米疏遠關係是為了保護他免於受到瑪麗的鬼魂的迫害。
此時化為怨靈的瑪麗殺害亨利，利普頓發現她所有的人偶都被挖出來。傑米和利普頓前往瑪麗遺留下來的舊劇院，他們在陳列櫃裡發現一百個人偶以及變成人偶的迈克尔的遺體。瑪麗的鬼魂出現在傑米與利普頓的面前，瑪麗在傑米質問她殺害莉薩的原因之下坦承她會殺害莉薩是為了要斷絕他家族的血脈。傑米和利普頓立即放火燒毀瑪麗的所有人偶便轉身逃離劇院，但利普頓被絆倒發出叫聲被玛丽的鬼魂給殺害。僥倖逃生的傑米回到他父親的住所遇到瑪麗的鬼魂便将人偶比利扔进壁炉，但他惊恐地发先他父親早就已經被瑪麗給製造成人偶，而他的聲音是瑪麗生前所製作的“棋子”埃拉所发出的。當埃拉被瑪麗的鬼魂給附身時，傑米發出叫聲被瑪麗給變成一個木偶並且朗诵一首關於她的童謠，同時画面上展示變成人偶的莉萨、亨利、利普頓、愛德華、埃拉和傑米合照的相冊。瑪麗的鬼魂在她完成對傑米的家族的復仇行動之下合上相冊。

## 演员
- 瑞安·柯萬騰 饰 杰米·阿申
- 琥珀·瓦萊塔 饰 埃拉·阿申
- 唐尼·華伯格 饰 吉姆·利普顿警探
- 鲍勃·冈顿 饰 爱德华·阿申
- 麥克·費爾曼（英语：Michael Fairman） 饰 亨利·沃克
  - 凱爾·吉克瑞斯特 饰 年幼的亨利·沃克
- 瓊·赫尼 饰 玛丽昂·沃克
- 蘿拉·雷根（英语：Laura Regan） 饰 莉萨·阿申
- 茱蒂絲·羅伯茲（英语：Judith Roberts (actress)） 饰 萧玛丽
- 史蒂文·泰勒 饰 迈克尔·阿申
- 迪米崔·切波維茨基（英语：Dmitry Chepovetsky） 饰 理查德·沃克
- 雪萊·彼得森 饰 莉萨的妈妈
- 安·雷特爾（英语：Enn Reitel） 饰 比利（配音）
- 弗瑞德·塔塔薛瑞（英语：Fred Tatasciore） 饰 小丑娃娃（配音）
- 朱利安・瑞秦（英语：Julian Richings） 饰 博兹（未署名且已刪除的場景）